# Freedom Township (Missouri)
Freedom Township est un ancien township, situé dans le comté de Lafayette, dans le Missouri, aux États-Unis,.
Le township est fondé en 1832 et baptisé en référence au principe de liberté, en anglais : freedom.

### Source de la traduction
- (en) Cet article est partiellement ou en totalité issu de l’article de Wikipédia en anglais intitulé « Freedom Township, Lafayette County, Missouri » (voir la liste des auteurs).